# تيم17
تيم17 (بالإنجليزية: Team17)‏، هي شركة بريطانية لصناعة ألعاب الفيديو أسست سنة 1990م، ومقرها في مدينة ويكفيلد بمقاطعة غرب يوركشير البريطانية.